# Divisió de Kota
La divisió de Kota és una entitat administrativa del Rajasthan, Índia, amb capital a la ciutat de Kota.
Està formada per quatre districtes: 
- Districte de Baran
- Districte de Bundi
- Districte de Jhalawar
- Districte de Kota.

La superfície i població és la suma dels quatre districtes.